# 宋阳标
宋阳标，江苏泗洪人，中華人民共和國调查记者，曾任時代周報北京記者站站長。曾發表《一个县委书记的权力边界》、《边城豪门生死劫》、《新农村建设视野下的农业集约化之路》、《高金素梅：找寻历史的正义》、《民政部提问风波》等文章。

## 生平
宋阳标1999年进入媒体业，曾任职扬州晚报、南京晨报、东方早报、江苏法制报、新华社江苏分社、新周报、时代周报等媒体，从事深度调查报道的编辑与采写工作。
宋阳标曾揭露诸多中国大陆地方政府的贪腐弊案。2013年3月，宋阳标在中国全国人大新闻发布会上询问中華人民共和國民政部负责官员黄浦江死猪漂流事件是否與火化费用过高有關。
2013年8月，當時擔任时报周刊的记者宋阳标在北京被北京市公安局通州分局刑事拘留。有人认为宋阳标被刑拘可能与其在新浪微博上呼籲支持者到薄熙来受审的山东省济南市中级人民法院聚集闯法院有关。金融时报認為宋阳标是个毛派人物，曾表示毛泽东唯一的错误就是对右派过于心慈手软，並且反對审判薄熙来。後來宋阳标辭職從事獨立媒體工作。
2021年南京禄口国际机场2019冠状病毒病聚集性疫情爆發時，宋陽標發佈一篇名為《人人推諉不負責，防疫系統像篩子：親歷南京機場官僚主義防疫》的文章，一度被刪文、封號。
2022年1月，宋阳标疑因揭露成都市錦江區違建別墅群問題被成都市公安局錦江分局刑偵大隊的警察以「網絡尋釁滋事」為由刑事拘留。